# Атанасов, Георги
Георги Атанасов (6 мая 1882 — 17 ноября 1931) — болгарский композитор.

## Биография
Родился в Пловдиве в бедной семье, рано осиротел. Начал получать формальное музыкальное образование в Бухаресте в возрасте 14 лет — уже имея небольшой опыт игры на фортепиано, изучал теорию музыки, фортепиано и тромбон. С 1901 по 1903 год он изучал композицию и контрапункт в консерватории Россини в итальянском городе Пезаро под руководством Пьетро Масканьи. После получения диплома с титулом «Маэстро» он вернулся в Болгарию, где вскоре после этого стал хорошо известен как руководитель военных оркестров. Он возглавлял Болгарский национальный театр оперы и балета с 1922 по 1923 год.
Атанасов был первым болгарским композитором, писавшим оперы на постоянной основе (первую оперу написал в 1911 году), его стиль находился под сильным влиянием итальянской оперы, был мелодичным и имел влияние болгарского фольклора. Он чередовал контрастные музыкальные номера для достижения драматического эффекта в своих произведениях.
Среди опер Атанасова наиболее известной является «Гергана», первая болгарская опера, в которой один главный персонаж находится в центре сюжета. Среди других его работ — комические оперетты и более серьёзные работы. 
Несмотря на значительный вклад в развитие музыки в Болгарии, Атанасов постоянно сталкивался с враждебными критиками и переживал нервное напряжение и физическое истощение из-за частых выступлений на военных сценах. Его здоровье начало ухудшаться, сначала проявился диабет, а затем и туберкулёз. По рекомендации врачей, он отправился на лечение в Италию, но даже итальянские медики не смогли спасти его. 17 октября 1931 года Атанасов скончался и был похоронен в Италии. 
Через 5 лет его друзья организовали сбор денег в Болгарии на его перезахоронение на родине. В 1937 году гроб с его останками прибыл на пароходе в Бургас. В феврале 1937 года он был перезахоронен в Софии.